# Вено-артериальная канюляция
Вено-артериальная экстракорпоральная мембранная оксигенация (ВА-ЭКМО; англ. Veno-arterial Extracorporeal membrane oxygenation) — форма экстракорпоральной поддержки жизни, используемая для обеспечения кратковременной кардиореспираторной поддержки пациентам с тяжелой, но потенциально обратимой сердечной и/или легочной недостаточностью. При ВА-ЭКМО кровь забирается из вены, обычно бедренной вены (хотя могут использоваться и другие вены), и направляется в аппарат ЭКМО. В аппарате ЭКМО кровь насыщается кислородом и из неё удаляется углекислый газ, а затем возвращается в артерию, обычно бедренную артерию. Этот процесс поддерживает функцию сердца и легких, позволяя им отдохнуть и восстановиться.
Существуют и другие ЭКМО:
- ВВ ЭКМО — вено-венозная экстракорпоральная мембранная оксигенация
- ВАВ ЭКМО — вено-артерио-венозная экстракорпоральная мембранная

оксигенация
- без насоса крови — АВ ЭКМО — артерио-венозная самопоточная экстракорпоральная

мембранная оксигенация

### Показания
ВА-ЭКМО используется в различных клинических ситуациях, включая:
- Кардиогенный шок: ВА-ЭКМО может обеспечить поддержку кровообращения пациентам с кардиогенным шоком, вызванным сердечной недостаточностью, инфарктом миокарда или другими причинами.
- Рефрактерная гипоксемия: ВА-ЭКМО может обеспечить поддержку дыхания пациентам с тяжелой гипоксемией, не отвечающей на традиционную вентиляцию легких.
- Послеоперационная сердечная недостаточность: ВА-ЭКМО может быть использована для поддержки пациентов с сердечной недостаточностью после операций на сердце.
- Острая дисфункция трансплантата сердца: ВА-ЭКМО может обеспечить поддержку кровообращения пациентам с острой дисфункцией трансплантата сердца.
- Легочная эмболия высокого риска: ВА-ЭКМО может использоваться для поддержки пациентов с легочной эмболией высокого риска.
- Мост к трансплантации сердца или легких: ВА-ЭКМО может использоваться как мост к трансплантации сердца или легких.
- Переохлаждение: ВА-ЭКМО может использоваться для согревания пациентов с тяжелым переохлаждением.
- Временная поддержка при обратимых состояниях: ВА-ЭКМО может использоваться для обеспечения временной поддержки во время лечения обратимого состояния, например, миокардита.

### Противопоказания к ВА-ЭКМО
Хотя ВА-ЭКМО может быть спасительной процедурой, существуют некоторые противопоказания, в том числе:
- Неизлечимое состояние: ВА-ЭКМО обычно не рекомендуется пациентам с неизлечимым состоянием, которое не позволит им выжить в долгосрочной перспективе.
- Тяжелое необратимое повреждение мозга: ВА-ЭКМО не рекомендуется пациентам с тяжелым необратимым повреждением мозга.
- Тяжелое заболевание периферических сосудов: Тяжелое заболевание периферических сосудов может затруднить канюляцию.
- Тяжелое коагулопатическое состояние: Тяжелое коагулопатическое состояние может повысить риск кровотечений.

### Техника проведения
ВА-ЭКМО включает в себя введение канюль в вену и артерию. Обычно это делается через бедренные сосуды в паху. В некоторых случаях могут использоваться и другие сосуды, такие как яремная вена и подключичная артерия.
- Канюляция: После того как сосуды выбраны, в них вводится игла Сельдингера. Затем по игле вводится проволочный проводник, и игла удаляется. По проволочному проводнику вводится дилататор, чтобы расширить место введения. Затем вводится канюля соответствующего размера. Процесс повторяется для второй канюли.
- Подключение к аппарату ЭКМО: После того, как канюли введены, они подключаются к аппарату ЭКМО. Затем аппарат ЭКМО начинает откачивать кровь из вены, насыщать её кислородом, удалять углекислый газ и возвращать кровь в артерию.
- Управление ЭКМО: Во время ВА-ЭКМО необходимо тщательно контролировать состояние пациента. Это включает в себя мониторинг артериального давления, сердечного ритма, насыщения кислородом и других жизненно важных показателей. Также необходимо регулярно проверять аппарат ЭКМО, чтобы убедиться, что он работает правильно.

### Осложнения
ВА-ЭКМО —  сложная процедура, связанная с риском осложнений, в том числе:
- Кровотечение является распространенным осложнением ВА-ЭКМО. Это может произойти в месте введения канюли, в мозге или в других частях тела.
- Тромбоз — это образование тромбов в аппарате ЭКМО или в кровеносных сосудах пациента.
- Инфекция может произойти в месте введения канюли или в других частях тела.
- Ишемия конечностей — это состояние, которое возникает, когда в конечность не поступает достаточно крови. Это может привести к повреждению тканей и даже к ампутации.
- Повреждение органов: ВА-ЭКМО может вызвать повреждение органов, особенно легких и почек.
- Для предотвращения образования тромбов часто используется гепарин, что может привести к осложнениям, таким как гепарин-индуцированная тромбоцитопения (ГИТ).

### Результаты
Результаты ВА-ЭКМО варьируются в зависимости от лежащего в основе состояния пациента и других факторов. В целом, ВА-ЭКМО является спасительной процедурой для пациентов с тяжелой сердечной и/или легочной недостаточностью. Однако она также связана с риском осложнений, и важно тщательно взвесить риски и преимущества перед началом ВА-ЭКМО.